# Consolidated PB2Y Coronado
Le Consolidated PB2Y Coronado était un hydravion de patrouille maritime conçu par la Consolidated Aircraft, qui est utilisé pendant la Seconde Guerre mondiale.

## Développement
Après les premières livraisons de PBY Catalina en 1935, produit aussi par la Consolidated Aircraft, la Navy commence à émettre le besoin d'une nouvelle génération de patrouilleur bombardier. Deux prototypes, le XPB2Y-1 et le Sikorsky XPBS-1, sont mis en concurrence dès 1936. Le premier prototype de Coronado vole le 17 décembre 1937.
Après une série d'essais, le XPB2Y-1 connut quelques problèmes de stabilité, qui sont corrigés dans le modèle suivant, le PB2Y-2 avec une aile plus grande, une double dérive et quatre moteurs en étoile Pratt & Whitney R-1830. Les deux moteurs internes (les plus près du fuselage) sont équipés d'hélices quadripales à lancement réversible et les deux autres moteurs d'hélices tripales. Comme le Catalina avant lui, les flotteurs du Coronado situés sous les ailes sont rétractables pour diminuer le phénomène de trainée, augmentant ainsi son autonomie.
Le programme d'amélioration de l'appareil continue tout au long de la guerre. Ainsi le PB2Y-3 qui se voit équipé de réservoirs auto-obturants et de plaques de blindage supplémentaires, prend du service juste après l'attaque de Pearl Harbor. Le prototype XPB2Y-4 propulsé par quatre moteurs Wright R-2600 présente un nette amélioration des performances du modèle, mais ne justifiant pas le renouvellement complet de la flotte de Coronado, composée en grande partie par des PB2Y-3. Cependant, un grand nombre de ces PB2Y-3 sont convertis en PB2Y-5, en remplaçant leurs moteurs R-1830-92 par des R-1830.
Une grande majorité de PB2Y-3 est utilisée en tant qu'avion de transport, volant bas pour éviter le combat, en supprimant le poids inutile des turbocompresseurs qui handicapent l'avion à basse altitude.

## Service opérationnel
Les Coronado servent sur le théâtre des opérations du Pacifique, dans le cadre de missions de bombardement et de lutte anti sous-marine, mais leur participation en tant qu'avion de transport ou d'évacuation sanitaire est la plus fréquente. La British Royal Air Force Coastal Command opte pour utiliser le PB2Y comme son grand frère, le PBY Catalina, en tant que bombardier et patrouilleur maritime. Cependant, le rayon d'action du Coronado (environ 2 060 km) se révèle trop petit comparé à celui du Catalina (environ 4 800 km) et du Short Sunderland (environ 3 400 km).
En conséquence, les PB2Y fournis en prêt-bail à la RAF sont reclassés en tant que transport au sein de la RAF Transport Command. Ces avions sont alors utilisés pour le traversée transatlantique, faisant escale à la base de la RAF de Darrell's Island et à Puerto Rico, créant ainsi un réseau de transport de matériels vitaux qui s'étend d'un côté de Terre-Neuve au Brésil et de l'autre côté de l'Atlantique de l'Angleterre jusqu'au Nigeria.

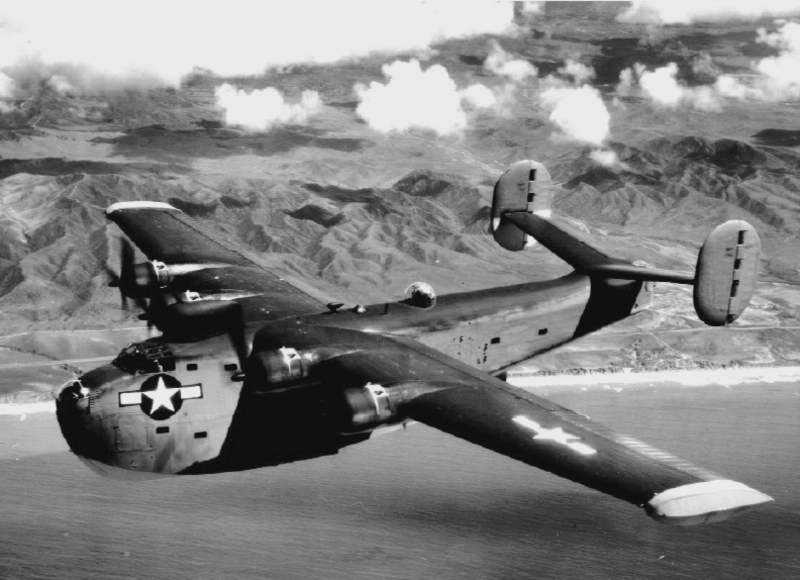
PB2Y VP-15, 1944
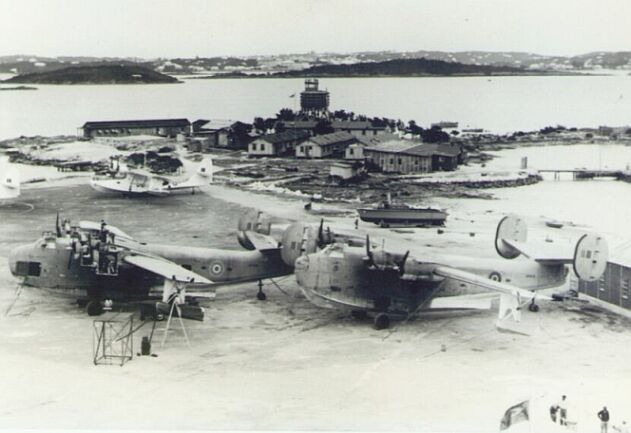
Coronado et Catalina sur la base de Darrell's Island, Bermudes

## Opérateurs
- États-Unis : United States Navy
- Royaume-Uni : Royal Air Force

### Développement lié
- PBY Catalina

### Avions comparables
- Kawanishi H8K
- PBM Mariner
- PB2M Mars
- Short Sunderland